# Höllbach (Schwesnitz)
Der Höllbach ist der rechte Quellbach der Schwesnitz in Oberfranken.
Er entspringt südwestlich des Rehauer Ortsteils Faßmannsreuth auf der deutsch-tschechischen Grenze und bildet auf den ersten ca. 1,5 Kilometern seines Laufes die Grenzlinie, dann biegt diese nach Süden ab. Der Höllbach fließt weiter hauptsächlich in südwestlicher Richtung durch den Rehauer Forst, von dessen Abteilung Hölle er seinen Namen hat, nimmt von rechts das Erlenbächle und die Löwitz sowie von links den Mähringsbach auf und speist eine Reihe von Fischteichen. Im Stadtgebiet von Rehau vereinigt er sich mit dem Perlenbach zur Schwesnitz.